# Petition
Petition (上访S, ShàngfǎngP) è un film documentario cinese diretto da Zhao Liang presentato in anteprima mondiale al 61° Film Festival di Locarno.

## Trama
In Cina, il sistema di petizione è una modalità per le persone di presentare denuncia contro i funzionari governativi corrotti o danneggiati ad un processo governativo alle autorità superiori. Conosciuto anche come "lettere e visite" (shàngfǎng), è una forma di azione extra giudiziale che affonda le sue origini ai tempi imperiali. Eppure, al fine di riuscire nel loro intento, i firmatari devono viaggiare a Pechino per presentare documenti e attendere un periodo indefinito di perorare la loro causa. Anche quando ottengono una sentenza favorevole, sono spesso alla mercé di funzionari locali per seguire la sentenza, dovendo presentare una seconda petizione per ottenere la sentenza accolta. La grande maggioranza dei firmatari sono gli abitanti dei villaggi poveri che si recano fino alla capitale e in genere finiscono in attesa disperatamente in baraccopoli fatiscenti per attendere i loro casi da regolare. Spesso sono inseguiti e spinti a tornare a casa da sicari dei governi locali che li dissuadono per timore che il governo locale ottenga una cattiva reputazione o che venga etichettato come corrotto.
Il documentario, sviluppato come un romanzo di Zolà o di Dickens, segue un gruppo di firmatari nel corso di 12 anni di attesa, dal 1996 al 2008. Non volendo accettare la sconfitta, e apparentemente incapaci di fare altro che aspettare, i firmatari si ritrovano in una sorta di "purgatorio burocratico, strano e spesso terrificante, perdendo gradualmente contatto con la famiglia e gli amici a casa e dovendo fare i conti con la crudele realtà della loro situazione.
Il film, ma non la storia, finisce quando l'accampamento dei firmatari viene distrutto per far posto a una nuova stazione metropolitana per le Olimpiadi di Pechino 2008.

## Riconoscimenti
- 2009 – Bratislava International Film Festival
  - miglior documentario
- 2010 – Buenos Aires International Festival of Independent Cinema
  - premio Diritti Umani - menzione speciale
- 2009 – Festival di Cannes
  - candidato alla Camera d'or
- 2009 – Hawaii International Film Festival
  - Halekulani Golden Orchid Award - miglior documentario
- 2010 – Hong Kong International Film Festival
  - Humanitarian Award - miglior documentario
- 2009 – Jihlava International Documentary Film Festival
  - miglior documentario
- 2011 – Nuremberg International Human Rights Film Festival
  - premio Nuremberg International Human Rights Film
- 2010 – Thessaloniki Documentary Film Festival
  - premio Amnesty International - miglior documentario
- 2010 – Tiburon International Film Festival
  - premio Golden Reel - miglior documentario